# Невьянское
Невья́нское — старинное уральское село в Алапаевском районе Свердловской области России, входящее в муниципальное образование Алапаевское. Центр Невьянского территориального управления.

## Географическое положение
Село Невьянское расположено на правом берегу реки Нейвы, в 3 километрах выше места её слияния с рекой Реж в единую реку Ницу, к северо-востоку от Екатеринбурга и востоку от Нижнего Тагила, в 35 километрах (по автодороге в 48 километрах) к востоку-северо-востоку от Алапаевска. Благодаря возвышенному местоположению и соседству с сосновым лесом с восточной стороны местность в климатическо-биологическом отношении здоровая. Почва глинисто-песчаная.

## История

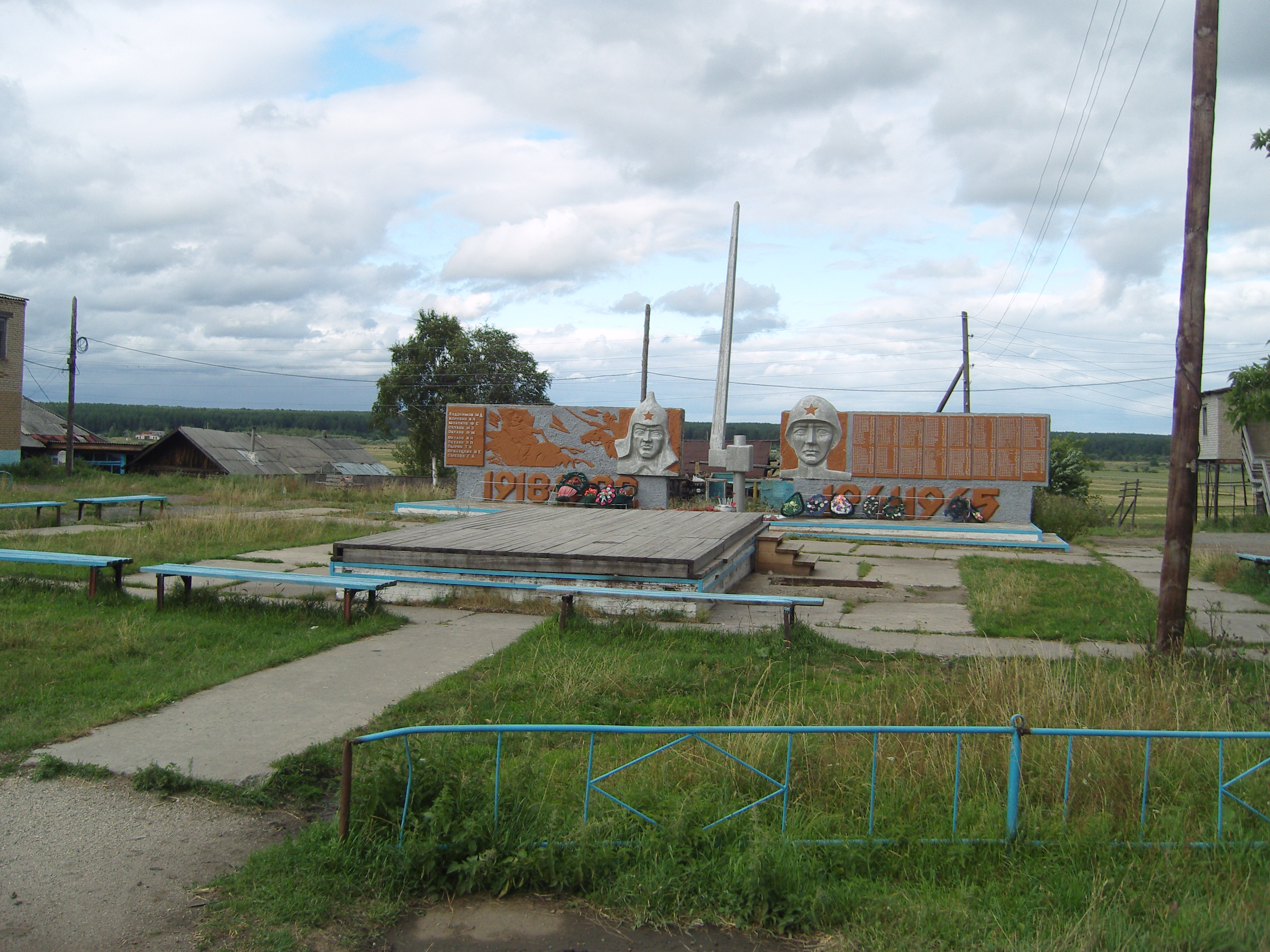
Памятник павшим в годы Великой Отечественной войны

Освоение земель по Нейве (Невье) русскими началось в начале XVII века. Первым поселенцем здесь был известный ямщик Артемий Бабинов, разведавший в конце XVI века новую дорогу в Сибирь. В 1618-1619 гг. он с соратниками отнял у ясашных татар «вотчину их ясашную на реке на Нище (Нице) на усть Реши (Режа) речки, поставил деревню насильством». Подчинялась эта территория Туринскому уезду, Бабинов обратился к верхотурским властям, которые разрешили ему «в тех урочищах деревня поставить и пашня распахать». Однако позже по отписке туринского воеводы из Москвы 4 июля 1620 года был отправлен царский наказ вернуть землю ясачным татарам. Артемию Бабинову пришлось покинуть берега Нейвы, но его действия вызвали пересмотр границ между Туринским и Верхотурским уездами, в результате которого земли по Нейве и Режу закрепили за Верхотурьем.
Село Невьянское было основано на реке Нейве в 1621 году и изначально село называлось Невьянской Слободой. Основателем села считается чиновник Фёдор Иванович Тараканов, который во время переписи населения по Верхотурскому уезду пригнал на Нейву людей «в 47 душ» для постоянного проживания на новом месте ради укрепления российского владения. В ходе переписи и был произведён прибор «на новые места меж Верхотурья и Туринского острогу в стороне на поле от Верхотурья 130 вёрст на Невью реку и на Реж реку». Из 47 человек 8 на льготу на два года, остальные на четыре. Те же 47 человек называет и грамота из Москвы на Верхотурье, написанная 11 декабря 1621 года. В тексте грамоты сказано, что призваны крестьян были в прошлом году, то есть заселение произошло до 1 сентября 1621 года, когда по старорусскому календарю начался 7130-й год. О происхождении большинства крестьян Тараканов не сообщает.
Основу первого населения Невьянской Слободы составили не таракановцы, а казанские переведенцы — люди, вербованные в Казанском уезде (по более поздним переписям у некоторых из них удаётся выяснить более точные адреса: Рыбная слобода и Елабуга). Сведений в переписи 1621 года о них нет, возможно, они записаны в утраченной части документа. Перепись 1624 года сообщает, что казанские переведенцы «поселились тому третий год», то есть, одновременно с таракановцами или немного позднее. Всего их по переписи 1624 года было 41 человек в 39 дворах.
Невьянская Слобода в 1624 году занимала земли по вдоль рек Нейвы и Реж, вверх от их слияния. По Нейве до Богоявленского монастыря, по Режу до устья реки Ошкарки. Но переселенцам не хватало земли и они почти сразу начали расширять свои владения. 15 мая 1623 года невьянским пашенным крестьянам Обросиму Голубчикову, Григорию Новоселову и Устину Зогзину продал ясачный человек Туринского уезда Никита Телтяков «на Нице водчину свою на нис Нице на левой стороне с верх конца с Кедровского болота вниз по реке по Боровой больший бор». В результате этой сделки границы угодий невьянских крестьян (Невьянской Слободы) отодвинулись в восточном направлении до нынешней границы Алапаевского и Ирбитского районов.
Одновременно с крестьянской началась монастырская колонизация берегов Нейвы. В 1621 году основывается Невьянский Спасский Богоявленский монастырь. Начал его строительство старец Соловецкого монастыря Серапион по благословлению тобольского архиепископа Киприяна. Отведено было под монастырь «от речки от Тетери по речку Молебку чистые места верстах на десяти и больше». К 1624 году было «рублено двенадцать венцов да поставлено кельишко да клетишко».
Как административно-хозяйственная единица Невьянская Слобода окончательно оформилась к 1625 году. В переписи 1624 года в слободе упомянут кузнец Богдан Елфимов, присланный из Казани «для заводу пашенных крестьян делати сошники, и косы, и серпы, и топоры». В окладном верхотурском списке 1625 года впервые появляются оклады невьянских попа, кузнеца и житничного дьячка. Первым священником первого прихода на территории Алапаевского района стал Исак Никитин. Изученные переписи после 1624 года и вплоть до 1659 года не содержат сведений о деревнях Невьянской волости, поэтому о внутреннем освоении территории слободы судить трудно. Отдельная информация встречается в актовых материалах.
В 1640-х годах в Невьянской Слободе появляется небольшой гарнизон. Крестоприводная ведомость 1645-1646 годов называет трёх Невьянской волости беломестных казаков.С ростом населения увеличивался и гарнизон слободы. В начале 1660-х годов количество беломестных казаков в Невьянской Слободе достигло 10-и человек. Наличие в слободе военно-служилой категории населения обусловлено постоянной угрозой нападения кочевых племён. Всего в Невьянской волости в 1659 году отмечено 410 крестьянских дворов.
В 1662-1663 годах Невьянская Слобода, как и некоторые другие русские поселения, подверглась нападению восставших башкир, поддержанных ясачными вогулами (манси) и татарами. Основной удар пришёлся по более южным слободам: Белослудской, Арамашевской, Чусовской и селу Покровскому. Из невьянских деревень были сожжены вынесенные далеко на юг Глинки и Писанец и самые верхние деревни по Режу: Ялунина и Ярославская. У крестьян Лихановки отогнали скот. Также пострадали невьянцы, в момент набега находившиеся на заимках в Арамашевской слободе.
Переписью 1680 года в деревне Глазуновой на Алапаихе (основана выходцами из деревни Толмачевой) отмечен единственный в слободе и во всем Верхотурском уезде крестьянин рудного дела Дмитрий Яковлев, сын Глазунова. Это свидетельствует о том, что к этому времени началось освоение рудных мест в непосредственной близости от будущего Алапаевского завода.
Во владениях Невьянского Богоявленского монастыря в 1680 году было два церковных двора и 32 крестьянских, из которых 17 были за монастырём ещё по переписи 1659 года.
Деревни на месте будущего города существовали задолго до строительства будущего Алапаевского завода. По реке Алапаихе проходила граница Невьянской и Мурзинской волостей, входивших соответственно в Верхотурский и Тобольский уезды. Перепись 1682 года Мурзинской волости отмечает крупную деревню Алапаиху на реке Невье. Деревня стояла несколько выше устья Алапаихи.
В 1680 году в Невьянской Слободе был единственный плавильщик железа. К концу XVII века их уже насчитывалось несколько десятков. В 1696 году по наказу из Москвы были исследованы рудные места Верхотурского уезда. На местах описания проводились местными приказчиками. Невьянской Слободой в это время управлял верхотурский боярский сын Михайло Афанасьевич Бибиков, который привлёк к поискам местных специалистов рудного дела. Согласно докладу, отправленному в Москву, в Невьянской Слободе «у досмотру и описи были железные заводчики Архипко Пятого с товарыщи 17 человек да рудоплавщики Стенка да Логинко Пятого с товарыщи ж 27 человек».

## Соборо-Богородицкий храм
Первый деревянный двухпрестольный храм был построен до 1665 года и освящён во имя Собора Пресвятой Богородицы и Святого чудотворца Николая. В 1735 году храм сгорел, и вместо него была построена новая деревянная церковь, которая была освящена в честь тех же двух праздников. В 1797 году она была разобрана.
В 1787 году был заложен новый третий каменный трёхпрестольный храм, правый придел которого был освящён во имя Святого Николая, архиепископа Мирликийского, в 1797 году, а главный храм в честь Собора Пресвятой Богородицы в 1814 году, левый придел — во имя святых Гурия и Варсонофия Казанских в 1865 году. Храм горел в 1918 году, а в 1930-е годы был закрыт.

## Население
| 1873 | 2002 | 2010 |
| ---- | ---- | ---- |
| 962  | ↘662 | ↘549 |